# Lärchwald Express
De Lärchwald Express is een stoeltjeslift gebouwd door Doppelmayr voor de Mayrhofner Bergbahnen in de Oostenrijkse deelstaat Tirol. De kabelbaan stamt uit 1991 en is de op een na oudste koppelbare stoeltjeslift in het hele Zillertal.

## Prestaties
De Mayrhofner Bergbahnen hebben de beschikking over 92 stoeltjes om in te zetten op deze kabelbaan. De snelheid kan 4,5 meter per seconde bedragen. De totale capaciteit van de stoeltjeslift bedraagt 2500 personen per uur, wat zeer veel is voor een vierpersoons stoeltjeslift, meestal worden zulke aantallen gehaald door zespersoons stoeltjesliften, maar deze 'bestonden' in 1991 gewoonweg niet. De stoeltjes hebben geen stoelverwarming of een windkap.
De ondersteuningen van de kabelbaan, ook wel de palen, zijn van de voorganger van deze lift. De eerste lift was namelijk een 2er stoeltjeslift, maar vanwege zijn jonge leeftijd bleven bepaalde gedeelte van de kabelbaan nog staan. Andere, voor de nieuwe lift, niet meer bruikbare gedeeltes, werden verplaatst. De technische installatie en de stoeltjes zijn bijvoorbeeld nu te vinden op de Ebenwald, in het skigebied van de Ahorn (eveneens in Mayrhofen).